# Crkva sv. Tri kralja u Staroj Plošćici
Crkva sv. Tri kralja u Staroj Plošćici rimokatolička je crkva u Staroj Plošćici, u Bjelovarsko-bilogorskoj županiji.
Ova crkva vrlo stare župe spominje se već 1334., a pod imenom Sveta tri kralja obnovljena je oko 1706. godine. Zbog starosti, crkva je srušena 1843. godine, a nova je sagrađena slijedeće 1844. godine. To je jednobrodna, klasicistička građevina na ograđenom ravnom prostoru, sa svetištem površine 6×6 m, s polukružnom apsidom na istok i glavnim pročeljem na zapadu.
Crkva je pretrpjela štete uslijed potresa kod Petrinje 2020. godine. Sanacija krovišta dogodila se 2023. godine.